# Roseburg (Németország)
Roseburg település Németországban, Schleswig-Holstein tartományban. Lakosainak száma 540 fő (2023. december 31.).

## Népesség
A település népességének változása:
| Lakosok száma | 417  | 543  | 531  | 537  | 548  | 540  |
|               | 1975 | 2017 | 2019 | 2021 | 2022 | 2023 |